# 华阳镇 (五华县)
华阳镇，是中华人民共和国广东省梅州市五华县下辖的一个乡镇级行政单位。

## 行政区划
华阳镇下辖以下地区：
华阳社区、坪南村、太坪村、高塘村、叶新村、红洞村、小拔村、华阳村、华南村、华新村、莲高村、大拔村、社径村和陂坑村。